# Friedrich Haug (Dichter)

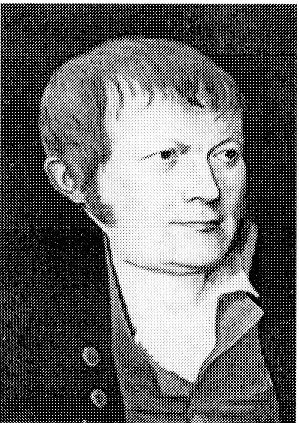
Johann Christoph Friedrich Haug

Johann Christoph Friedrich Haug (* 9. März 1761 in Niederstotzingen (Württemberg); † 30. Januar 1829 in Stuttgart) war ein deutscher Beamter, Lyriker und Epigrammist.

## Leben
Friedrich Haug war der Sohn von Balthasar Haug, einem Lehrer Friedrich Schillers an der Karlsschule. Auch Friedrich Haug besuchte diese Lehranstalt ab 1775 zum Rechtsstudium und wurde 1784 Sekretär im herzoglichen Geheimen Kabinett, 1794 Geheimer Sekretär und 1817 Hofrat und Bibliothekar in Stuttgart, wo er am 30. Januar 1829 starb.
Haug hat sich besonders durch seine sehr zahlreichen Epigramme Ruf erworben, die er anfangs unter dem Namen Hophthalmos veröffentlichte (Sinngedichte, Frankfurt 1791; Epigrammen und vermischte Gedichte, Berlin 1805). Für die Beweglichkeit seines hyperbolischen, selten verletzenden Witzes zeugen namentlich seine  Zweihundert Hyperbeln auf Herrn Wahls ungeheure Nase (Stuttgart 1804; neue Aufl., Brünn 1822).

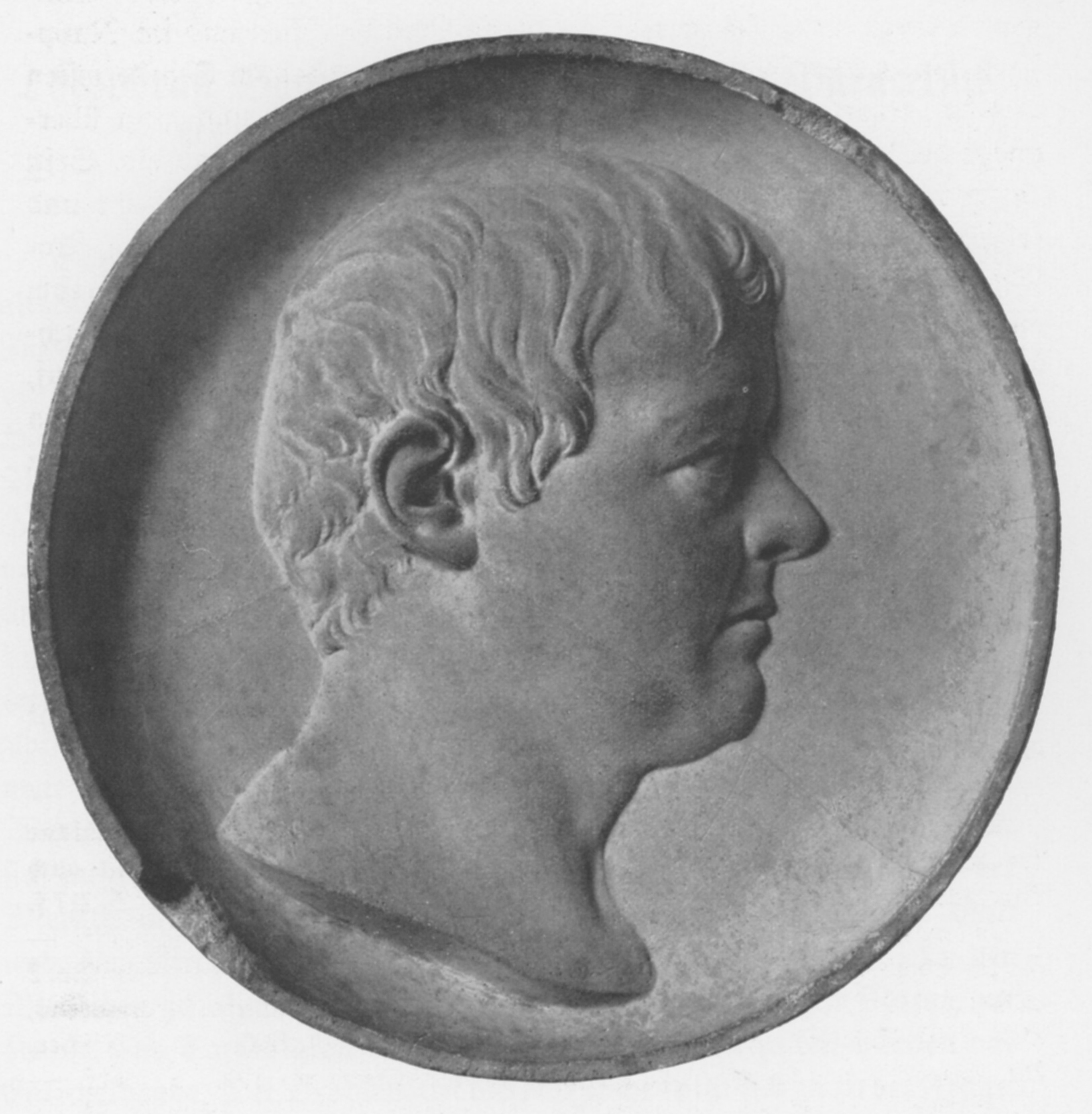
Johann Christoph Friedrich Haug, Gipsrelief von Johann Heinrich Dannecker 1815.

Von 1811 bis 1817 war er verantwortlicher Redakteur des Cottaschen Morgenblattes. Mit Friedrich Christoph Weisser gab er eine Epigrammatische Anthologie (Stuttgart 1807–1809, 10 Bde.) heraus. Außerdem versuchte er sich in Fabeln, Balladen, Scharaden und Erzählungen. Eine Auswahl seiner Gedichte erschien Hamburg 1827, 2 Bde., und Stuttgart 1840. 

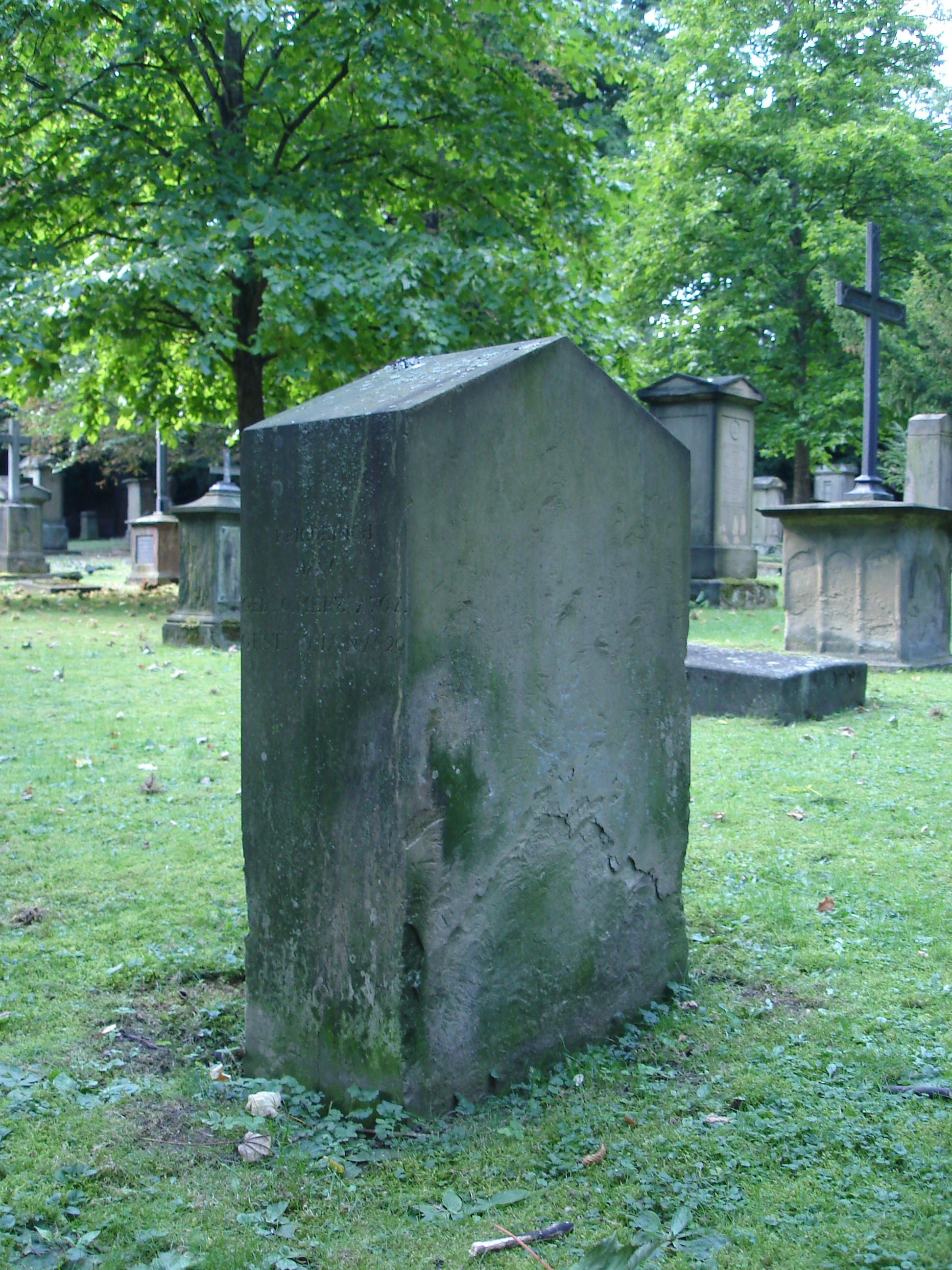
Haugs Grab auf dem Stuttgarter Hoppenlau-Friedhof

## Werke (Auswahl)
- Zweihundert Hyperbeln auf Herrn Wahl's ungeheure Nase. – St. Gallen : Scheitlin und Zollikofer, 1841, 2. Ausg. Digitalisierte Ausgabe der Universitäts- und Landesbibliothek Düsseldorf